# Gerard Piqué
Gerard Pique Bernabeu (Barcelona, 2. veljače 1987.), bivši je španjolski nogometaš i reprezentativac.

## Profesionalna karijera
Nogometnu karijeru počinje u mlađim uzrastima Barcelone gdje je se isticao borbenošću što nisu vidjeli Barcelonini treneri pa 2004. odlazi u Engleski Manchester United.
U Manchesteru je skupio samo 12 nastupa pa sezone 2006./07. odlazi na posudbu u Real Zaragozu gdje je u 22 nastupa zabio 2 zgoditka.
Nakon povratka iz Zaragoze 2008. objavio je povratak u Barcelonu gdje ubrzo se ubrzo probija među prvih 11. Godine 2009. s Barcom osvaja Ligu prvaka. Španjolski nogometni izbornik objavio je u svibnju 2016. popis za nastup na Europsko prvenstvo u Francuskoj, na kojem se nalazi Piqué.
Za Španjolsku A vrstu debitirao je 2009. a 2010. na SP osvaja zlato.